# 上昇の彼方
「上昇の彼方」（じょうしょうのかなた）は、日本の箏演奏家、作曲家の沢井比河流が作曲した箏曲。箏二パートと十七弦の三重奏である。2003年3月、沢井忠夫合奏団委嘱により作曲された。沢井比河流作品の中でも人気が高く、強い要望により楽譜が出版された。

## 曲の特徴
- 上昇を描いた第1楽章では後押し、第2楽章では、散らし爪を使うなど、箏でしか弾けない技法を取り入れた、沢井比河流作品の中でも人気のある曲である。
- 第1楽章の押し手の部分は、「内側と外側が回るメリーゴーランド」、第2楽章では、自分のやりたいことに終わりがないのに気付いて愕然とする。と作曲者本人は語っている。
- 第1楽章では十七弦は人の歩みを表現し、ゆっくりと歩き出すが、足を引きずり、止まってしまう様子が描かれている。

- 上昇の彼方
  - 龍・上昇の彼方 （2014年6月1日)、B00J7VB8JA）